# Жинішкекумський сільський округ
Жинішкеку́мський сільський округ (каз. Жіңішкеқұм ауылдық округі, рос. Жинишкекумский сельский округ) — адміністративна одиниця у складі Аральського району Кизилординської області Казахстану. Адміністративний центр та єдиний населений пункт — село Токабай.
Населення — 735 осіб (2021; 868 у 2009, 945 у 1999, 1398 у 1989).
Станом на 1989 рік існувала Жинішкекумська сільська рада (села Атанші, Женішкекум, Токабай). Пізніше села Атанші та Жинішкекум утворили окремий Атаншинський сільський округ.